# دامچیک
دامچیک (به لاتین: Damchik) یک منطقهٔ مسکونی در روسیه است که در استان آستراخان واقع شده‌است.